# 田德懋
田德懋（?—?），隋朝官员，原州长城县（今宁夏彭阳县）人，观国公田仁恭之子。
田德懋从小以孝友闻名。开皇初年，以父亲军功赐爵为平原郡公，授为太子千牛备身。为父亲服丧，哀痛骨瘦如柴，在墓旁结庐，负土成坟。文帝听说後嘉赏他，派遣员外散骑侍郎元志前去吊丧。再下玺书说：“皇帝问候田德懋。知到你患病之身，哀毁过礼，倚庐墓所，负土成坟。朕以孝治天下，思弘名教，又和你通家之好，情义深重，听说你的孝行，嘉叹更深。春日暄和，气力何似？应该节制自己，以礼自存也。”并赐缣二百匹，米百石。再下诏表彰他的家门。后来历任太子舍人、义州司马。大业年间，为给事郎、尚书驾部郎，在官任上去世。

## 延伸阅读
[在维基数据编辑]
 《隋書·卷72》，出自魏徵《隋书》